# Nikolausdagen
Nikolausdagen är en festdag till minne av biskopen Nikolaus av Myra. Den högtidlighålls på Nikolaus dag i almanackan, vilken infaller den 6 december enligt västlig kristen tradition och den 19 december inom östlig kristendom. Nikolausfirande är vanligt i vissa delar av centrala och östra Europa.
Vid Nikolausdagens firande står barnen i centrum. 300-talsbiskopen Nikolaus har etablerats som både sjömännens och barnens skyddshelgon, och redan på medeltiden fick barnen särskilda Nikolausgåvor på hans dag. Denna tradition lever kvar i bland annat Nederländerna, där deras Sinterklaas (jultomten, efter nederländskans namnform baserat på det ursprungliga Sint-Nicolaas) levererar presenter till barnen dagen före själva Nikolausdagen. I grannlandet Belgien sker dock presentutdelningen på själva Nikolausdagen.
I Tyskland, Ungern, Kroatien, Slovakien, Polen, Ukraina och Rumänien är det tradition att ställa fram sina vinterstövlar på dörrmattan kvällen den 5 december, då Nikolaus fyller dem med godsaker såsom frukt och nötter under natten. På tyska heter han Sankt Nikolaus.
Fenomenet med Sinterklaas följde med nederländska utvandrare till USA. Där omvandlades han till slut till Santa Claus, den nordamerikanska jultomten.
I Nederländerna och Belgien "anländer" Sinterklaas och hans medhjälpare (inklusive Zwarte Piet) ibland till området flera veckor tidigare, inför det kommande Nikolausdagsfirandet.